# Philipe Chateaubrian
Philipe Chateaubrian (Rio de Janeiro, 31 de janeiro de 1989) é um militar e atirador esportivo brasileiro. Competiu nos Jogos Olímpicos de Verão de 2024, em Paris.

## Biografia
Chateaubrian é militar de carreira, sendo integrante do Exército Brasileiro. Atingiu o posto de capitão e faz parte do 20º Batalhão de Infantaria, em Curitiba, embora esteja cedido à Comissão Desportiva do Exército para as atividades no Centro de Tiro de Deodoro, no Rio de Janeiro.
Conheceu o esporte após passar pelo vestibular da Academia Militar das Agulhas Negras. Após passar um ano no futebol, começou a disputar competições militares no tiro esportivo. Chegou à seleção brasileira civil de tiro esportivo, tendo conquistado a medalha de bronze no Campeonato das Américas de 2018. Competiu nos Jogos Pan-Americanos de 2019, em Lima, ficando com a sexta posição.
Em 2022, foi medalha de ouro individual e bronze por equipes na Pistola de Ar durante o Campeonato das Américas de Lima, resultado este que fez o atirador ser o primeiro atleta classificado para os Jogos Olímpicos de Verão de 2024, em Paris. Foi medalha de bronze por equipes na Copa do Mundo no Rio de Janeiro. Nos Jogos Pan-Americanos de 2023, em Santiago, ficou em quarto lugar na pistola de ar. 
Disputou os Jogos Olímpicos de Verão de 2024, em Paris, na modalidade pistola de ar 10m. Ficou na 31ª colocação geral, não se classificando para a final.